# Iłukszta (novads)
Iłukszta (łot.: Ilūkstes novads) – jeden z łotewskich novadsów, funkcjonujący w latach 2009–2021.

## Historia
Novads powstało na terenach należących przed 2009 do rejonu Dyneburg.
W skład novadsu wchodziły dwa miasta: Iłukszta i Subate oraz sześć pagastsów: Bebrene, Dviete, Eglaine, Pilskalne, Prode i Šēdere. Jego stolicą zostało miasto Iłukszta.
Zlikwidowany w ramach reformy administracyjnej 30 czerwca 2021. Wszedł w całości w skład nowego novadsu Górna Dźwina.